# Trzebcz Szlachecki
Trzebcz Szlachecki – wieś w Polsce położona w województwie kujawsko-pomorskim, w powiecie chełmińskim, w gminie Kijewo Królewskie.

## Podział administracyjny
| SIMC    | Nazwa    | Rodzaj    |
| ------- | -------- | --------- |
| 0845051 | Marianki | część wsi |
| 0845068 | Za Torem | część wsi |
| 0845074 | Zofijki  | część wsi |

W latach 1939–1945 położona była w okręgu Rzeszy Gdańsk-Prusy Zachodnie, w rejencji bydgoskiej (Regierungsbezirk Bromberg), w powiecie Chełmno (Kreis Kulm).

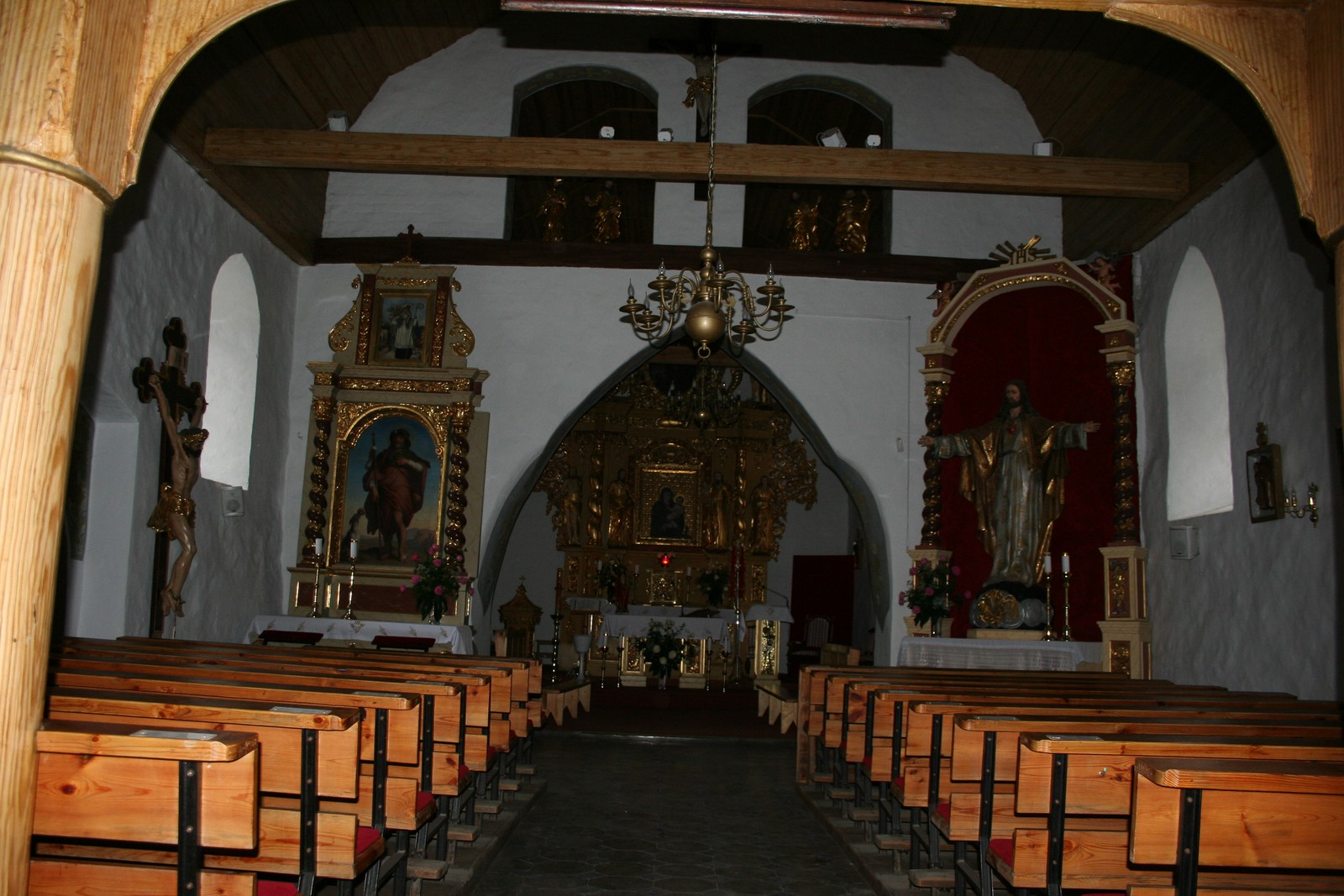
Wnętrze kościoła

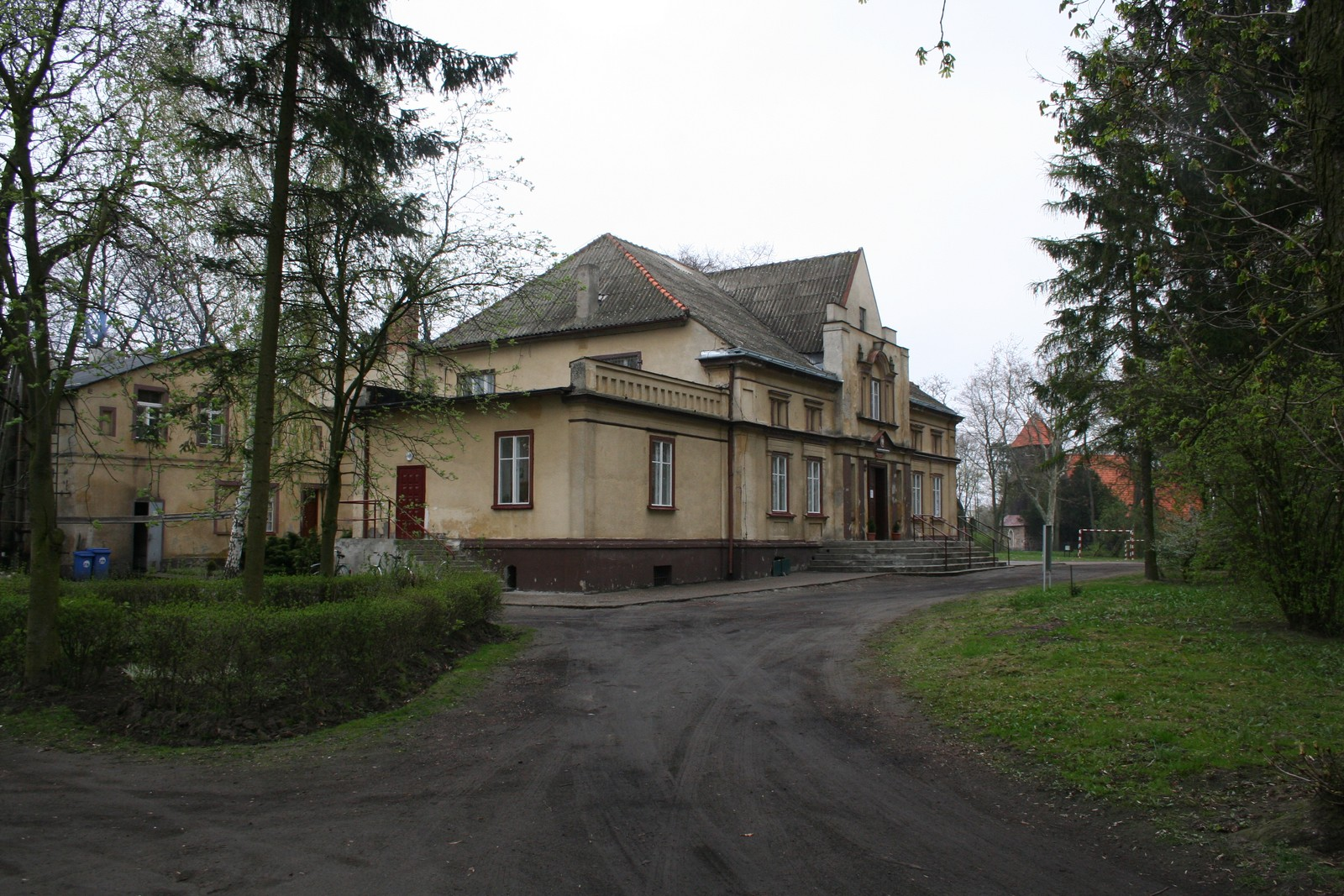
Dwór

W latach 1975–1998 miejscowość administracyjnie należała do województwa toruńskiego.
Marianki, stanowiąca obecnie część wsi, w czasie II wojny światowej miała posiadać status folwark. W latach 1939 – 1942 nazwyała się Marinki, lecz po przeprowadzonej zamianie nazw miejscowości w Okręgu Rzeszy Gdańsk–Prusy Zachodnie, w latach 1942 – 1945 nazywała się Marken. Wieś miała tę samą przynależność administracyjną co Trzebcz Szlachecki.

## Demografia
Według Narodowego Spisu Powszechnego (2011) wieś liczyła 505 mieszkańców. Jest co do wielkości miejscowością gminy Kijewo Królewskie.

## Położenie
Wieś położona 15,5 km na południe od Chełmna (około 30 km na północ od Torunia).

## Historia
W 1222 r. wraz z wieloma innymi nadana biskupowi pruskiemu Chrystianowi przez Konrada Mazowieckiego. W 1293 r. dziedziczne dobra rycerskie. Gniazdo rodowe Trzebskich, w których posiadaniu pozostaje w XVI w. i później, następnie własność biskupów chełmińskich. Od 1805 roku własność Mateusza Slaskiego.
Urodził się tu Jan Slaski (1895–1940) – major kawalerii Wojska Polskiego II Rzeczypospolitej, poseł IV kadencji i senator V kadencji II RP, zamordowany w ramach zbrodni katyńskiej w Katyniu, syn działacza pomorskiego Ludwika Maurycego Slaskiego. Jego stryjem był Kazimierz Slaski (1847–1906), działacz patriotyczny i społeczny, a dziadkiem Ludwik Romuald Slaski, obaj również urodzeni w Trzebczu Szlacheckim.
W czasie II wojny światowej miejscowość miała posiadać status majątek. W latach 1939 - 1942 nazwyała się Adlig Trzebcz, lecz po przeprowadzonej zamianie nazw miejscowości w Okręgu Rzeszy Gdańsk-Prusy Zachodnie, w latach 1942 - 1945 nazywała się Trebis.

## Obiekty zabytkowe

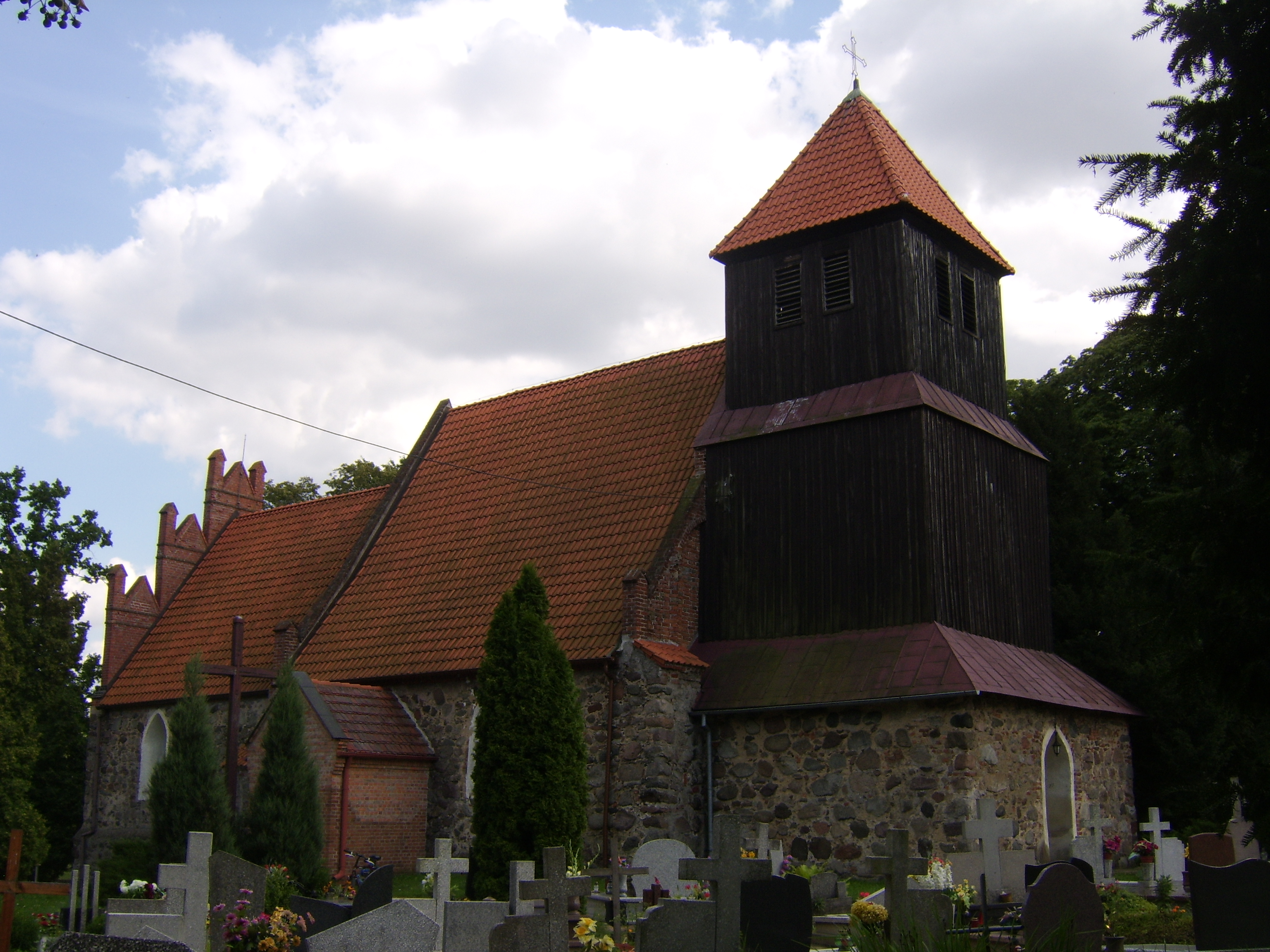
Kościół pw. Wniebowzięcia Najświętszej Marii Panny

We wsi znajduje się gotycki kościół pw. Wniebowzięcia Najświętszej Marii Panny, zbudowany na początku XIV w. Kamienno-ceglany, jednonawowy z prosto zamkniętym starszym od nawy prezbiterium. Wnętrze nakryte pozorną kolebką. Część wystroju późnobarokowego z XVIII w., obraz Matki Boskiej z końca XVI w. Kościół jest wpisany do rejestru zabytków NID pod nr A/386 z 30.11.1929.

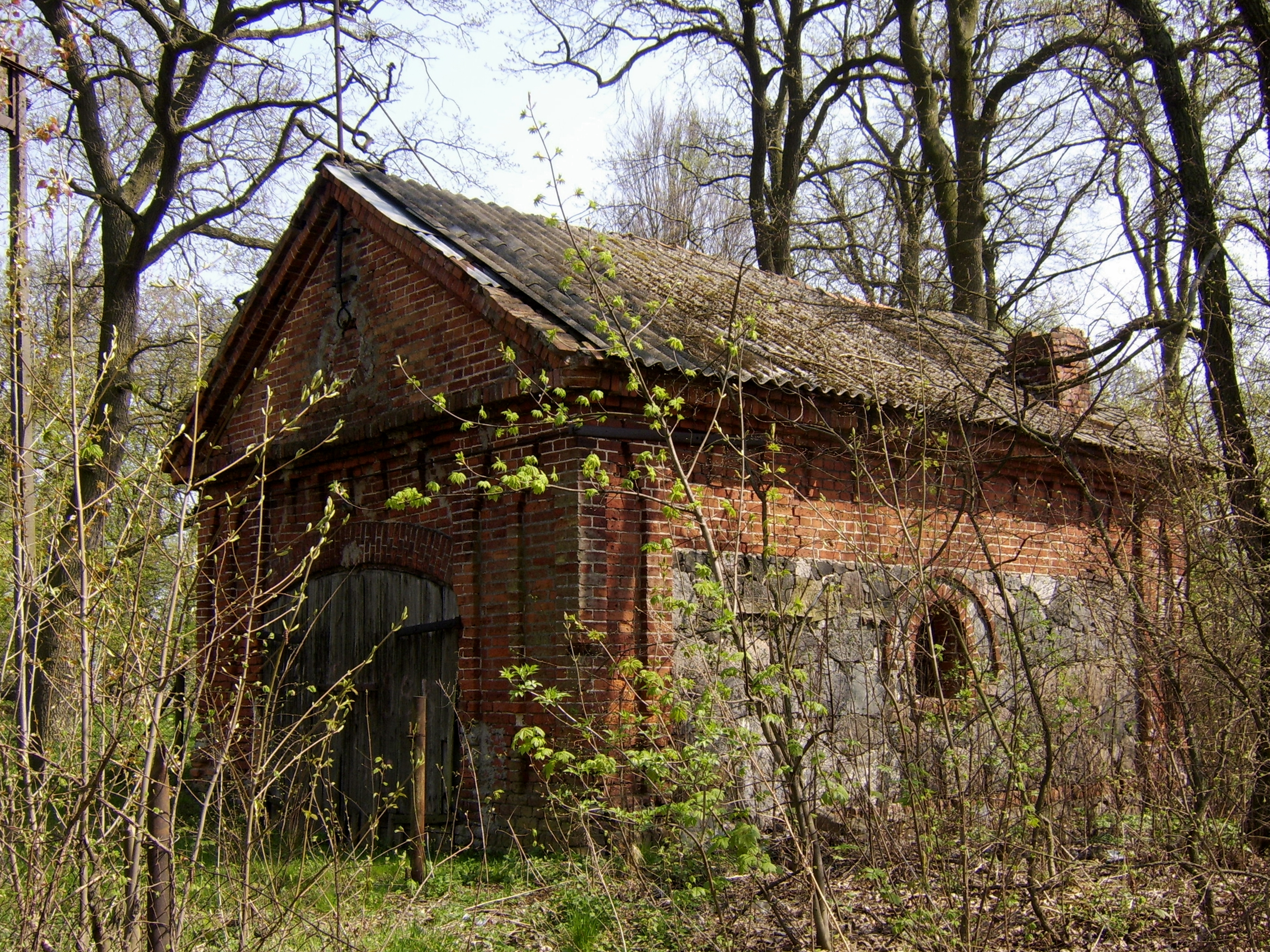
Kuźnia

Ponadto znajduje się tu dawny pałac z 2. połowy XIX w. na starszych fundamentach. Zespół dworski z XIX–XX w., wpisany do rejestru zabytków pod nr A/697/1-5 z 22.10.1997, składa się z:
- dworu z oficyną z połowy XIX w.
- spichrza z 1938
- rządcówki z 4 ćw. XIX w.
- kuźni z 3 ćw. XIX w.
- parku (w 2 częściach) z 1 poł. XIX w.